# Armando

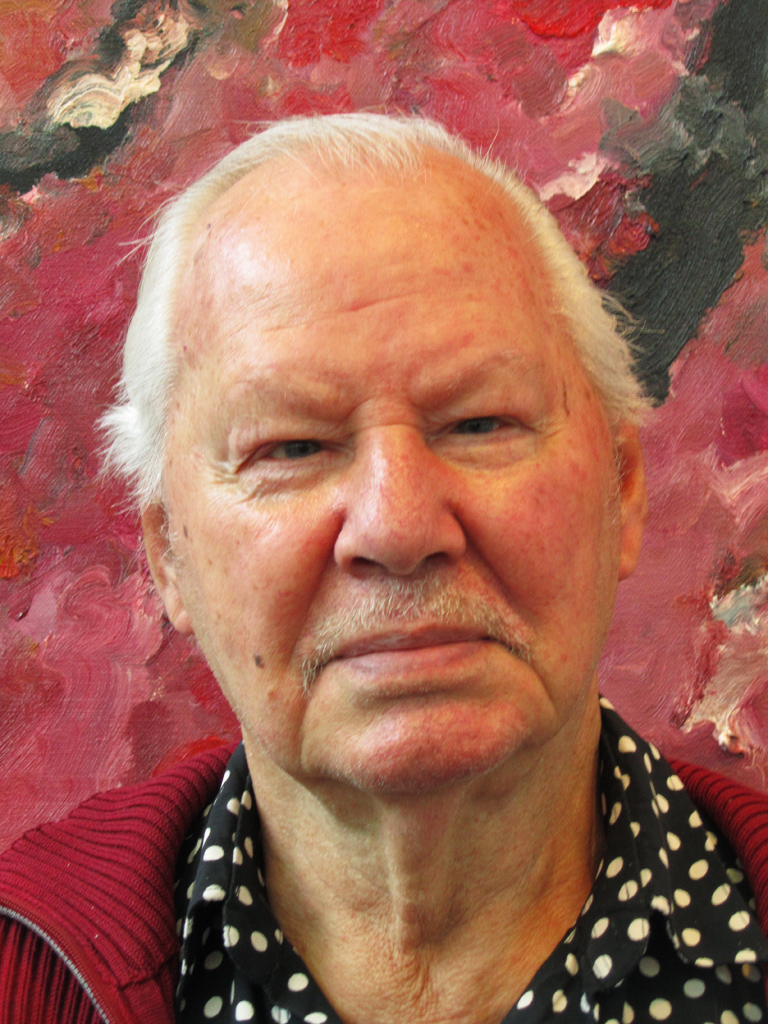
Armando im Jahre 2012

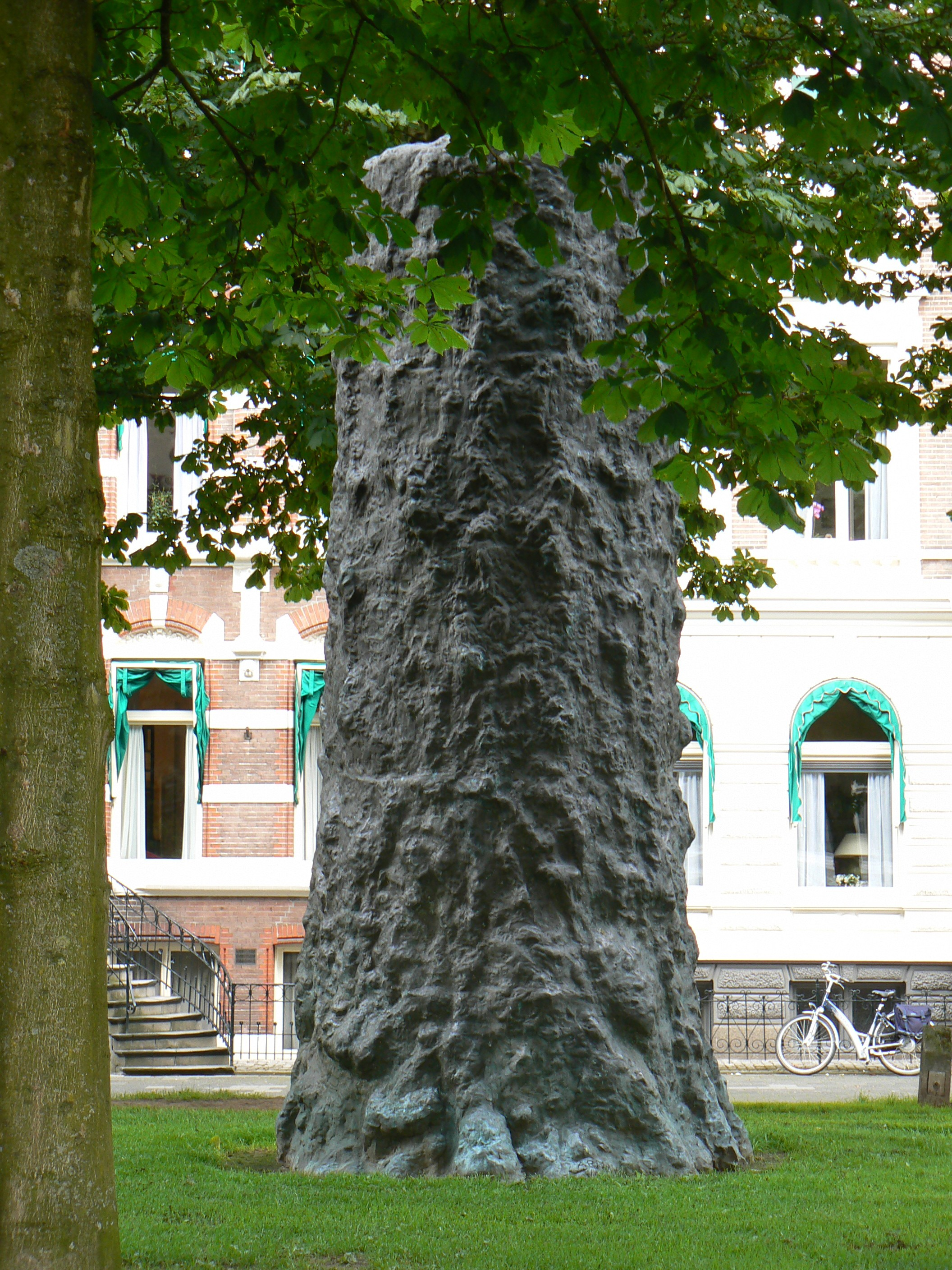
„Der Baum“, Groningen

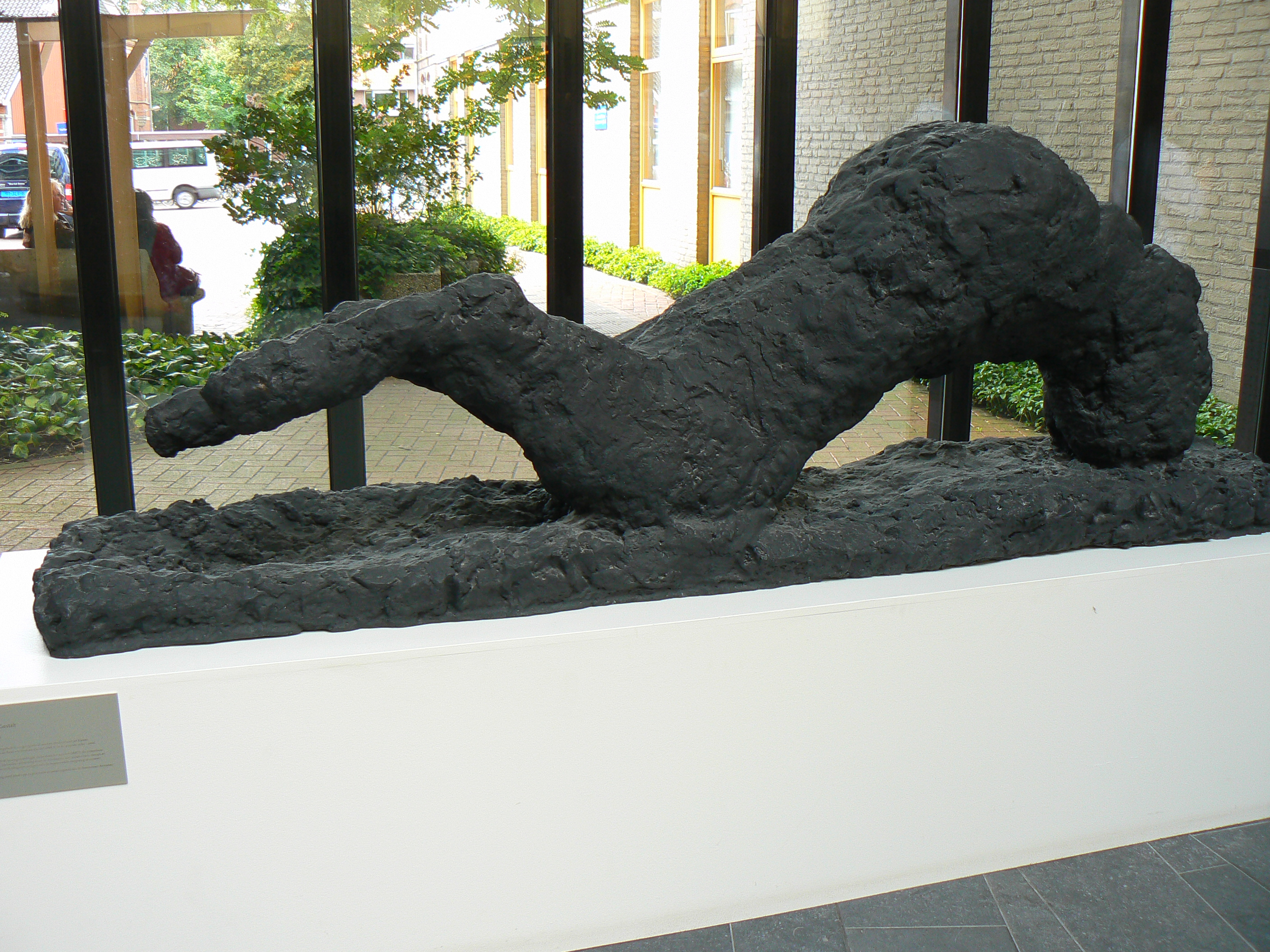
„Liegende Gestalt“ (2005), Groningen

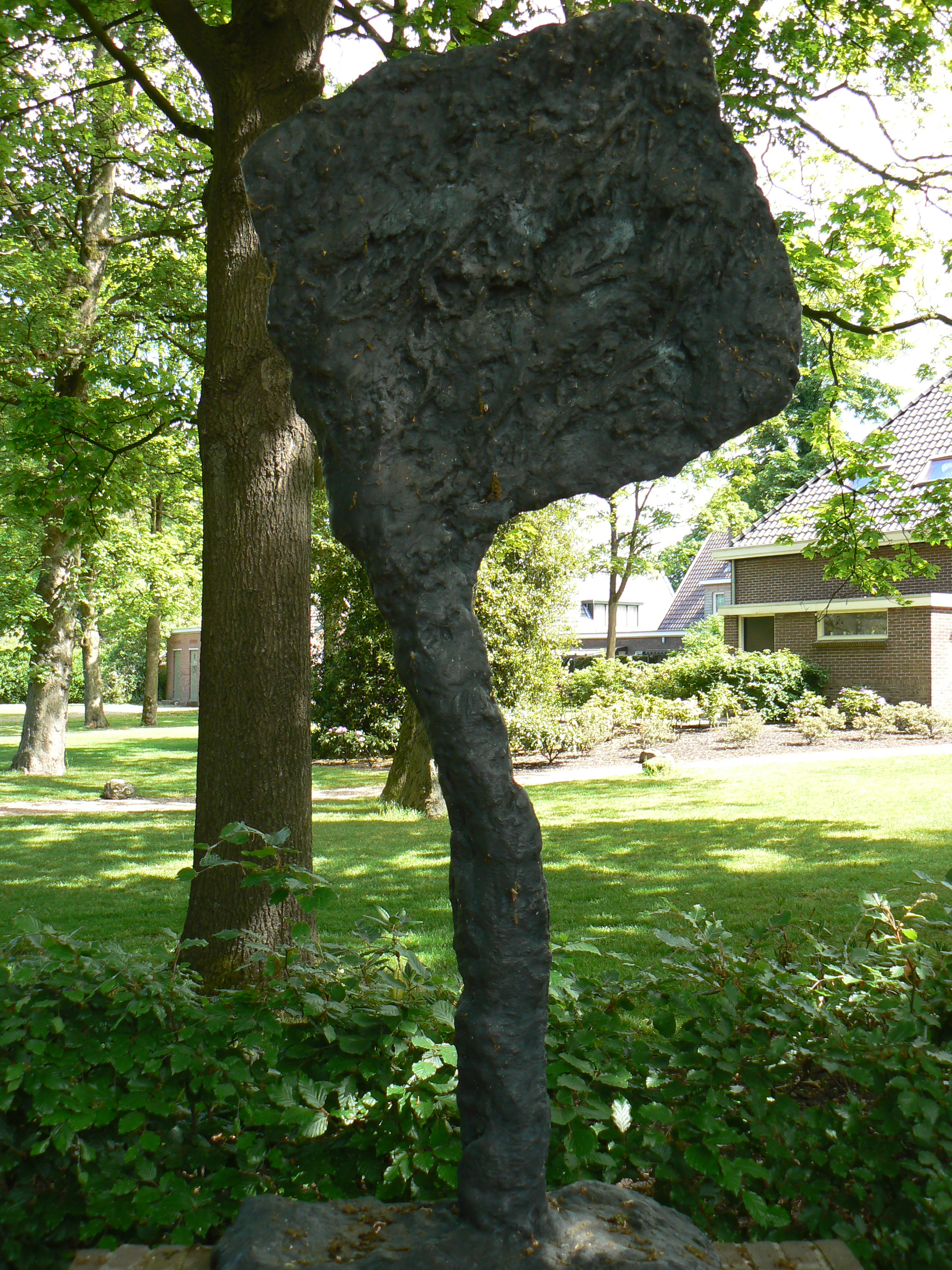
„Fahne“, Westerbork

Armando (eigentlich Herman Dirk van Dodeweerd; * 18. September 1929 in Amsterdam; † 1. Juli 2018 in Potsdam) war ein niederländischer Künstler.

## Leben
Als Fünfjähriger begann Armando mit dem Geigenunterricht. 1935 bis 1950 wohnte er in Amersfoort. 1945–1949 spielte er Geige in verschiedenen Bands mit Swing- und Zigeunermusik. Er studierte von 1949 bis 1954 Kunstgeschichte und Philosophie an der Universität von Amsterdam. 1949 wandte er sich dem Zeichnen zu, 1950 entstanden erste Gedichte. Nachdem er 1950 das Studium der Kunstgeschichte in Amsterdam aufgenommen hatte, begann er 1951 zu malen. 1958 gründete er mit den Künstlern Kees van Bohemen, Henk Peeters, Jan Henderikse und Jan Schoonhoven die Niederländische Informelle Gruppe, 1960 die Gruppe nul. In den Jahren 1961 bis 1965 pflegte er intensive Kontakte zur niederländischen und internationalen Zero-Bewegung. Von 1965 bis 1967 war er ausschließlich als Schriftsteller tätig, 1967 veröffentlichte er mit Hans Sleutelaar das Buch De SS-ers. Nederlandse vrijwilligers in de Tweede Wereldoorlog, eine Dokumentation von Interviews mit ehemaligen Angehörigen der Waffen-SS in den Niederlanden, das in den Niederlanden für Aufsehen und heftig geführte Diskussionen sorgte. Fortan setzte sich Armando immer wieder künstlerisch und literarisch mit seinen Kindheitserinnerungen – er war in der Nähe des Kamp Amersfoort (Polizeiliches Durchgangslager Amersfoort) aufgewachsen – auseinander. Die durchweg schwarzen Bildgegenstände stellen eine Symbolik der Gewalt dar. Er schrieb sieben Gedichtbände.
1973 entstand die erste Skulptur. Mit einem Stipendium des „Berliner Künstlerprogramms des DAAD“ übersiedelte Armando 1979 nach Berlin und schrieb für die Tageszeitung NRC Handelsblad die regelmäßige Kolumne Armando uit Berlijn. 1982 war Armando teilnehmender Künstler auf der documenta 7 in Kassel, 1984 vertrat er den Niederländischen Pavillon auf der 41. Biennale di Venezia. 1993 wurde das Armando-Quartett gegründet, 1994 erschien sein erstes Kinderbuch „Dirk de dwerg“. 1996 wurde er zum Mitglied der Akademie der Künste Berlin berufen. Im selben Jahr wurde ihm von der Stadt Reutlingen der von HAP Grieshaber und Rolf Szymanski begründete Jerg-Ratgeb-Preis verliehen. 1998 wurde das Armando Museum in Amersfoort eröffnet, das am 22. Oktober 2007 durch einen Brand zerstört wurde. Seit März 2012 wird eine Armando-Kollektion im neuen Museum Oud Amelisweerd (MOA) in Bunnik gezeigt.
Seit 2004 wurde sein malerisches Werk farbiger, mit wenigen schwarzen Elementen.
Armando lebte und arbeitete in Amstelveen und Potsdam, wo er 2018 im Alter von 88 Jahren starb.

## Sammlungen
- MOA, Bunnik
- Museum Villa Haiss, Zell am Harmersbach
- Städtisches Museum Abteiberg, Mönchengladbach
- Neues Museum Nürnberg, Nürnberg
- Neues Museum Weserburg Bremen, Museum für Moderne Kunst
- Kunsthalle Bremen
- Sammlung zeitgenössischer Kunst der Bundesrepublik Deutschland, Bonn
- Nationalgalerie Berlin
- Stedelijk Museum, Amsterdam
- Hara Museum of Contemporary Art, Tokyo
- Centraal Museum, Utrecht
- Neue Galerie, Kassel

## Werke (Auswahl)
- 1982: Fahne 2/1982, Öl auf Leinwand, 240,5 × 154,5 cm, Städtisches Museum Abteiberg, Mönchengladbach